# Critérium International 2005
Das 74. Critérium International fand vom 26. bis 27. März 2005 statt. Das Straßenradrennen wurde in drei Etappen über eine Distanz von 293,8 Kilometern ausgetragen.

## Etappen
| Etappe    | Tag      | Start – Ziel                                | km        | Etappensieger | Führender     |
| --------- | -------- | ------------------------------------------- | --------- | ------------- | ------------- |
| 1. Etappe | 25. März | Vouziers – Charleville-Mézières             | 187       | Isaac Gálvez  | Isaac Gálvez  |
| 2. Etappe | 26. März | Les Vieilles-Forges – Monthermé             | 98,5      | Thomas Dekker | Thomas Dekker |
| 3. Etappe | 26. März | Charleville-Mézières – Charleville-Mézières | 8,3 (EZF) | Bobby Julich  | Bobby Julich  |